# دهستان اشکور
دهستان اِشکِوَر، دهستانی از توابع بخش مرکزی شهرستان رامسر در استان مازندران است.

## جمعیت
جمعیت این دهستان بر اساس سرشماری مرکز آمار ایران در سال ۱۳۹۵ (۳۴۷ خانوار) ۹۹۱ نفر است.